# COEX Mall

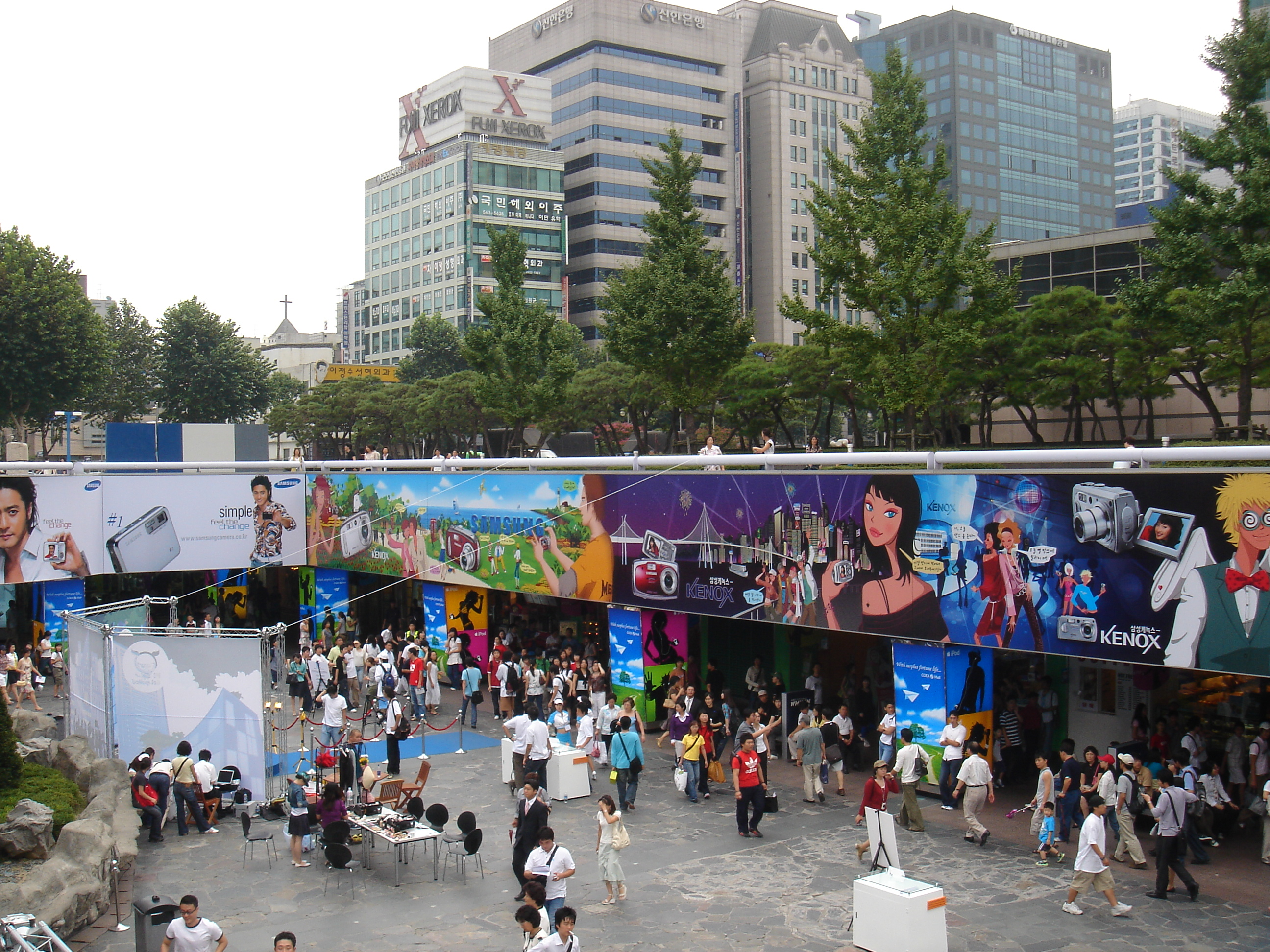
COEX Mall

El COEX Mall es un centro comercial subterráneo situado en Seúl, Corea del Sur, siendo el centro comercial más grande de la capital y el centro comercial subterráneo más grande de todo el continente asiático, con un superficie total de 85.000 metros cuadrados. El COEX se encuentra localizado justo a la salida de la estación Samseong Station de la de Línea 2 del Metro de Seúl. 
Siendo uno de los lugares principales y más populares para encontrarse y salir, el COEX se encuentra normalmente atestado de gente para visitar y ver las innumerables tiendas, almacenes comerciales, los dos patios repletos de restaurantes de comida rápida típica coreana, un multicine de 16 salas -Megabox-, un enorme acuario y el museo del Kimchi.
Además se puede encontrar una zona de juegos construida y patrocinada por Microsoft Xbox, Game Champ, donde la gente puede jugar a videojuegos gratuitamente. Normalmente en estas instalaciones se celebran torneos de videojuegos que son retransmitidos a toda Asia. 